# Фриски Динго
«Фриски Динго» (англ. Frisky Dingo) — американский телевизионный мультсериал, созданный Адамом Ридом и Мэттом Томпсоном специально для Adult Swim. Сюжет сериала строится на конфликте между суперзлодеем по имени Killface и супергероем Awesome X, юмор направлен в основном на высмеивание основных клише фильмов про супергероев.

## Сюжет
Чёрная комедия о скелетообразном маньяке-миллионере, который очень любит своего сына, наряду с любовью неожиданно убивать людей и светлой мечтой взорвать нашу планету об Солнце.